# 曲承裕
曲 承裕（きょく しょうゆう、大和4年（830年） - 天祐4年（907年））は、唐末の静海軍節度使。

## 生涯
鴻州（現在のハイズオン省ニンザン県）の人。海陽の地方豪族として頭角を現した。高駢の裨将となる。曽袞が逃亡した跡を襲って交州に拠った。天祐3年（906年）に静海軍節度使（治所は交州）を称し、朝廷からの黙認を得た。